# Martha Nussbaum
Martha Nussbaum, nata Martha Craven (New York, 6 maggio 1947), è una filosofa statunitense, studiosa di filosofia greca e romana, filosofia analitica, filosofia politica, etica, femminismo e diritti degli animali.
Ha precedentemente insegnato all'Università di Harvard e alla Brown University, dove ha ottenuto il titolo di professoressa universitaria. Dal 2006 è membro onorario dell'International Institute of Social Studies all'Aia (Paesi Bassi). Attualmente ricopre il ruolo di Ernst Freund Distinguished Service Professor di diritto ed etica presso l'Università di Chicago, cattedra che include impieghi al Philosophy Department, alla Law School e alla Divinity School. Tiene inoltre corsi sugli studi classici e sulle scienze politiche, è membro del "Committee on Southern Asian Studies" e del consiglio direttivo del "Human Rights Program".

## Biografia
Nussbaum nasce nel 1947 a New York, figlia di George Craven, avvocato di Philadelphia, e Betty Warren, designer di interni. Descrive la propria educazione come quella di una "élite WASP della East Coast... molto sterile, molto interessata ai soldi e allo status". In seguito avrebbe descritto la propria insofferenza verso i "filosofi mandarini" come il "rigetto della mia educazione aristocratica. Non mi piace niente che assurga ad essere un gruppo chiuso o un'élite, nemmeno se è il Bloomsbury group oppure Derrida".
Studiò teatro e i classici alla New York University, ottenendo il Bachelor of Arts nel 1969, e gradualmente si interessò di filosofia mentre ad Harvard studiava sotto la guida di G.E.L. Owen. A questo periodo risalgono anche il suo matrimonio con Alan Nussbaum (da cui divorziò nel 1987), la sua conversione all'ebraismo riformato, e la nascita della figlia Rachel.
Negli anni settanta ed ottanta continuò a studiare filosofia e i classici ad Harvard, fino a quando non si spostò alla Brown. Il suo libro del 1986, The Fragility of Goodness (trad. it.: La fragilità del bene), un saggio sull'etica greca, le diede fama presso gli umanisti. Il più recente Frontiers of Justice (Le nuove frontiere della giustizia) la rese poi una teorica della giustizia globale.
L'opera di Nussbaum si è spesso focalizzata sulle ineguaglianze di libertà e opportunità tra uomini e donne, e ha sviluppato una personale forma di femminismo che trae ispirazione dalla tradizione liberale, enfatizzando però il fatto che il liberalismo implica un ripensamento radicale dei rapporti tra i sessi e di quelli interni alla famiglia. Altro importante ambito di indagine sono le emozioni. Nussbaum ha infatti avallato la teoria "Neo-stoica" delle emozioni, secondo cui esse sarebbero delle valutazioni che attribuiscono alle cose e alle persone esterne un particolare valore per il soggetto agente, fatto di estrema importanza per lo sviluppo della persona. Su tali basi ha proposto le analisi di dolore, compassione, amore e, successivamente, di disgusto e vergogna.
Nella sua attività, Nussbaum ha inoltre preso parte a svariati dibattiti con altri intellettuali, sia nei suoi scritti di carattere accademico, sia su riviste popolari e recensioni, sia infine quando fu chiamata in causa come testimone in tribunale. La sua testimonianza al processo in Colorado per Romer V. Evans (il quale negava che la storia della filosofia potesse fornire allo Stato le basi per impedire a omosessuali e lesbiche di ricorrere ad una legge locale contro la discriminazione) è stata definita dai critici falsa e fuorviante. Dal canto suo, Nussbaum rispose a queste critiche in lungo articolo, "Platonic Love and Colorado Law", a cui seguì l'attacco contro Robert P. George, suo strenuo avversario. Tra gli altri intellettuali di cui ha criticato i libri nelle sue recensioni, ricordiamo Allan Bloom, Harvey Mansfield e Judith Butler. Dibattiti ben più seri in ambito accademico sono stati invece sostenuti con John Rawls, Richard Posner e Susan Moller Okin.
Attualmente, Martha Nussbaum è membro della American Academy of Arts and Sciences (dal 1988) e della American Philosophical Society. È inoltre Presidente Fondatore e Presidente Emerito della Human Development and Capability Association. A tutt'oggi ha ottenuto 32 titoli onorari da svariate università nel Nord America, in Europa ed Asia, e nel 2005 e 2008 è stata nominata tra i 100 intellettuali più importanti al mondo dalla Foreign Policy.

## Opere principali

### La fragilità del bene (The Fragility of Goodness, 1986)
La fragilità del bene affronta il dilemma etico per cui gli individui sottoposti fortemente alla giustizia si rivelano tuttavia vulnerabili ai fattori esterni e possono così compromettere pesantemente o addirittura negare la propria crescita umana. Analizzando e discutendo testi letterari e filosofici, l'autrice cerca di determinare i limiti in cui la ragione può essere autosufficiente, e rifiuta la nozione platonica secondo cui la bontà umana può difendere con successo da ogni pericolo - prendendo invece le parti dei tragediografi e di Aristotele, i quali considerano il riconoscimento della vulnerabilità umana la chiave per la realizzazione del bene per gli uomini.
In particolare, merita considerevole attenzione la sua interpretazione del Simposio di Platone. Tenendo presente l'importanza della coscienza della vulnerabilità di cui sopra, il ritorno di Alcibiade al termine del dialogo mina il discorso di Diotima sulla salita al mondo sovrasensibile delle idee. La presenza di Alcibiade riporta infatti l'attenzione alla bellezza fisica, alle passioni sessuali e alle limitazioni corporee - e quindi illumina sulla fragilità umana.
La fragilità del bene ha reso Nussbaum famosa in tutto il mondo, suscitando l'entusiasmo delle riviste accademiche e addirittura l'acclamazione dei mass media. L'allieva e intellettuale Camille Paglia confrontò La fragilità del bene con le più importanti opere accademiche del XX secolo. La notorietà delNussbaum si è così estesa alla stampa e alla televisione.

### Coltivare l'umanità (Cultivating Humanity, 1997)

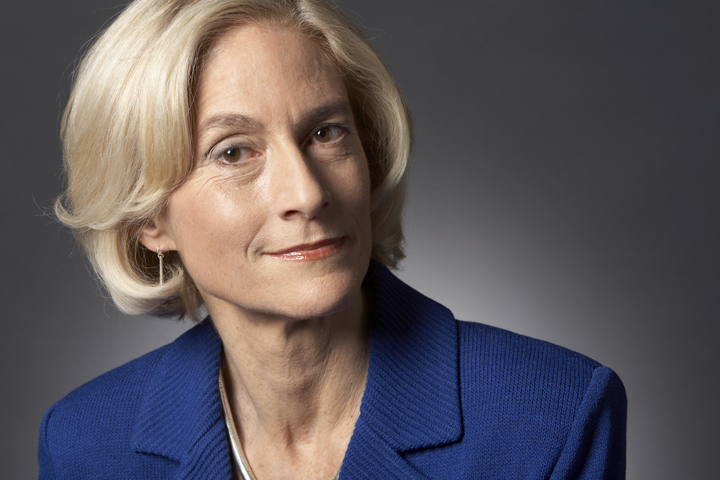
Martha Nussbaum nel 2008

Coltivare l'umanità fa riferimento ai classici greci quale base per difendere e riformare l'educazione liberale. Riprendendo l'aspirazione di Diogene il Cinico di riuscire a trascendere "le origini locali e l'appartenenza ad un gruppo" per diventare "cittadini del mondo", Nussbaum rintraccia il successivo sviluppo di questa idea nello stoicismo, in Cicerone e infine nel liberalismo moderno di Immanuel Kant e Adam Smith. Nussbaum sostiene infatti il multiculturalismo nel contesto dell'universalismo etico, difende l'indagine accademica su razze, generi e sessualità umana, e inoltre approfondisce il ruolo della letteratura e dell'immaginazione nelle questioni etiche.
"Diventare cittadino del mondo significa spesso intraprendere un cammino solitario, una sorta di esilio, lontani dalla comodità delle verità certe, dal sentimento rassicurante di essere circondati da persone che condividono le nostre stesse convinzioni e ideali" (Nussbaum, 1999)
Attraverso queste parole, Nussbaum vuole trasmettere che "per essere veri cittadini del mondo" dobbiamo, come Diogene, diventare stranieri in patria e contare solo sulle nostre capacità e modi di vivere, mettendoci sempre in discussione e senza temere di pensarla in maniera diversa dagli altri.
L'essere aperti al confronto continuo costituisce un mezzo per migliorare se stessi ed in qualche modo il mondo in cui si vive.
Allo stesso tempo, Nussbaum censura alcune tendenze accademiche contemporanee. Bolla il Decostruzionismo di Derrida in quanto "studio semplicemente inutile" ed etichetta le sue analisi della cultura cinese come "perniciose" ed "evidentemente prive di uno studio serio". Più in generale, critica anche Michel Foucault per la sua "incompletezza storica e mancanza di chiarezza", ma lo apprezza comunque per aver fornito "l'unica opera veramente importante che ha attraversato la filosofia sotto le effigi del Postmoderno". Nussbaum è poi ancor più critica verso figure come Allan Bloom, Roger Kimball e George Will per quelle che considera la loro debole conoscenza delle culture non occidentali e le loro inaccurate caricature dell'umanità di oggi.
Il New York Times ha elogiato Coltivare l'umanità come "un'appassionata, strenua affermazione del multiculturalismo" e lo ha acclamato come "una formidabile, forse definitiva difesa della diversità nei campus americani".

### Sesso e giustizia sociale (Sex and Social Justice, 1999)
Sesso e Giustizia sociale dimostra che, poiché il sesso e la sessualità sono distinzioni moralmente irrilevanti imposte artificialmente come fonti della gerarchia sociale, ne risulta che il femminismo e la giustizia sociale sono fusi in una comunione di intenti. Confutando le obiezioni anti-universaliste, Nussbaum propone le cosiddette libertà funzionali (capacità umane personali) quali basi per la giustizia sociale.
Nussbaum discute a lungo le critiche femministe allo stesso liberalismo, inclusa l'accusa avanzata da Alison Jaggar secondo cui il liberalismo esige un "egoismo etico". È invece d'accordo con le critiche di Catharine MacKinnon al matrimonio, e si appropria del suo punto di vista in quanto compatibile con il liberalismo.
L'autrice condanna inoltre la pratica delle mutilazioni genitali femminili, in quanto privano l'individuo delle sue funzioni normative con rischi per la salute ed effetti negativi sulle funzioni sessuali, violano la dignità e provocano condizioni di non autonomia. Enfatizzando poi il fatto che tali pratiche sono portate a termine con il ricorso alla forza bruta, che sono irreversibili, che non vi è consensualità e che sono legate al concetto della superiorità e del predominio dell'uomo sulla donna, Nussbaum giunge a dichiarare le mutilazioni genitali un vero e proprio atto di ingiustizia.
Viene inoltre approfondito e raffinato il concetto di "oggettificazione" (objectification) originariamente avanzato da Catharine MacKinnon e Andrea Dworkin - concetto che designa l'atto con cui, in certe situazioni culturali e sociali, alcuni individui vengono ridotti al rango di puri oggetti. Per Nussbaum, ciò si presenta secondo sette caratteristiche: la strumentalità, il rinnegamento dell'autonomia, l'inerzia, la fungibilità, la violabilità, la proprietà da parte di terzi e il rinnegamento della soggettività dell'individuo. La sua caratterizzazione della pornografia come uno strumento per l'oggettificazione la pone in disaccordo con l'estrema libertà sessuale difesa da alcune correnti del femminismo; allo stesso tempo però scrive a favore della legalizzazione della prostituzione, posizione che ha riproposto nel 2008 in un saggio successivo allo scandalo Spitzer. Recentemente ha preso posizione in favore del burqa, di cui considera discriminatoria la proibizione.

### Nascondersi dall'umanità (Hiding from Humanity, 2004)
Nascondersi dall'umanità allarga l'opera delNussbaum alla psicologia morale, allo scopo di includere due emozioni - vergogna e disgusto - come basi legittime per un giudizio legale. Nussbaum infatti sostiene che gli individui tendano a ripudiare i propri difetti fisici o la propria animalità, attraverso la proiezione di paure di contaminazione. Questa situazione è di per sé irrazionale, poiché non possiamo trascendere l'animalità del nostro corpo. Notando poi come il disgusto abbia giustificato la sottomissione di interi gruppi sociali (in particolare donne, ebrei, omosessuali), Nussbaum scopre che il disgusto è una base per il giudizio.
Passando invece alla vergogna, Nussbaum sostiene che tale emozione ha uno scopo molto ampio, cioè tentare di inculcare l'umiliazione, con il rischio però di essere eccessivamente intrusivo e limitante per la libertà umana. In accordo con J.S. Mill, restringe allora l'applicazione della legge ad atti che causano un tipo di male ben riconoscibile.
In un'intervista al Reason Magazine, Martha Nussbaum ha affermato che "il disgusto e la vergogna sono in una posizione reciprocamente gerarchica; essi infatti sovrastano i ranghi e gli ordinamenti degli esseri umani. Essi sono inoltre reciprocamente connessi con la restrizione della libertà nei campi in cui la condotta non è dannosa. Per entrambe queste ragioni, credo, chiunque persegua i valori democratici chiave di eguaglianza e libertà può essere profondamente perplesso ad appellarsi a queste due emozioni nell'ambito della legge e della politica".
L'opera delNussbaum è stata accolta con vasto apprezzamento. Il Boston Globe ha definito i suoi argomenti "estremamente lucidi" e ha elogiato l'autrice come la "più importante teorica americana della vita pubblica". Le sue recensioni in molti giornali e riviste nazionali le hanno conferito un riconoscimento unanime.

### Non per profitto (Not for Profit. Why Democracy needs the Humanities, 2010)
L'opera Non per profitto conduce un confronto tra le tradizioni e i sistemi educativi di due grandi paesi: Stati Uniti e India, e da essi nasce la comprensione del ruolo dell'educazione nelle società contemporanee. Nussbaum approfitta del confronto tra questi due grandi paesi per analizzare una crisi che sta passando inosservata, ma che ci distrugge come un cancro: la crisi dell'istruzione. Questa crisi è dettata dalle nazioni che donano importanza all'idea di profitto e abbandonano i saperi fondamentali per costruire una vera democrazia. Le nazioni alimentano questa crisi abolendo dall'istruzione primaria e secondaria gli insegnamenti umanistici, così da non formare gli studenti alla criticità e alla capacità di giudizio e rendendoli solo macchine utili alla produzione. Nel 2006 la commissione sul futuro dell'istruzione, presieduta da Margaret Spellings, in una relazione afferma che gli Stati Uniti erano carenti in materie come scienze, tecnologia e ingegneria e che queste materie dovevano essere fortificate il più possibile per diventare competitivi sul mercato nazionale. Del campo umanistico, invece, non si fa cenno. A questi scritti ne seguono altri che alimentano la diminuzione fino all'eliminazione delle materie umanistiche. Nussbaum fa presente quanto ciò sia sbagliato, poiché "la formazione deve creare cittadini pronti a partecipare alla democrazia" e che dunque debbano conoscere e saper ragionare sulle problematiche e i diritti che una democrazia si trova ad affrontare, così da poter adempiere in modo consapevole e ragionato al momento del voto. Gli studi umanistici, spiega Nussbaum, stimolano l'uomo a ragionare su se stesso, su ciò che ha formato e forma lo Stato per non commettere errori del passato e conoscere le lotte e i pensieri alla base della nascita della democrazia. Il confronto che Nussbaum porta avanti tra Stati Uniti e India parte dalla grande potenza americana che, spiega l'autrice, concepisce lo sviluppo democratico come un continuo incremento del prodotto nazionale lordo. Per gli USA tutto ciò che rallenta il progresso economico va eliminato e dunque gli individui con problemi di salute e i poveri sono un "cancro" per l'economia e per questo vanno eliminati o almeno non aiutati. Gli USA continuano ad alimentare la differenza tra il povero e ricco dando la possibilità di studiare solo a chi può permetterselo, poiché chi è meno utile deve essere abbandonato. L'idea di cittadino democratico per gli Stati Uniti è quella di un cittadino pronto a sacrificare se stesso per lo sviluppo economico del paese. L'India, al contrario, negli ultimi anni ha portato avanti grandi sviluppi nel campo della sanità e dell'istruzione, ma essi sono scarsamente correlati al progresso economico. Il problema del paradigma di sviluppo del PIL è che alimenta una situazione di disparità e dunque uno sviluppo solo economico e non sociale e soprattutto senza sviluppo di dignità.
Dunque non è trasmessa "la democrazia umana", afferma Nussbaum, che ha come base la sensibilità verso l'altro e la garanzia delle giuste "opportunità di vita, libertà e ricerca di felicità". Questa democrazia è insegnata dalla storia, dalla filosofia e dalla letteratura: una democrazia fatta di pensiero e ragionamento, di riflessione e auto-riflessione che la tecnologia e l'economia da sole non possono donare. 
L'autrice introduce il bisogno di educare alla "morale" democratica: le nazioni oggi devono affrontare l'emigrazione, le minoranze religiose ed etniche, e per far ciò hanno bisogno di una guida che debba portare i cittadini alla conoscenza della diversità come arricchimento. La scuola ha il compito di far comprendere il punto di vista altrui e portare lo sviluppo dell'autentica sensibilità, così da comprendere che essa non sia sintomo di debolezza o di vergogna. E allora chi meglio di un poeta, di un filosofo, spiega Nussbaum, possono insegnare la ricerca della sensibilità e dell'io con le sue fragilità?
Le materie umanistiche non possono e non devono essere eliminate come insegnamento perché esse stimolano al ragionamento e alla capacità di autocritica. Il filosofo Socrate insegna che una vita non sottoposta ad esame non è degna di essere vissuta ed egli muore in difesa del proprio pensiero critico. Ma tutte le materie umanistiche stimolano a pensare autonomamente, senza conformarsi alle tradizioni e alle autorità, dunque lo studente attraverso esse impara ad essere cittadino "non conformista", ma attivo e pronto al miglioramento culturale e non solo economico del paese.
Le caratteristiche fondamentali del buon cittadino democratico, spiega Nussbaum, sono la capacità di pensare al bene comune e di riuscire a sviluppare l'empatia; bisogna essere lettore intelligente della propria storia per comprenderne le emozioni e le aspettative. La letteratura e l'arte insegnano l'interpretazione delle emozioni: la completa immersione in un'opera porta alla sua analisi, contestualizzazione e infine interpretazione. Ciò che l'uomo deve fare anche con la propria vita da buon cittadino e nel rapporto con l'intera comunità: eseguire un'analisi e un'interpretazione.
La frase che meglio può spiegare il concetto di educazione e di sviluppo di buon cittadino che Nussbaum spiega è "Possiamo acquisire potere con il sapere, ma la vera ricchezza l'otteniamo con la sensibilità ai problemi altrui", di Tagore. Il buon cittadino è colui che ha imparato a conoscere il suo vero io attraverso la filosofia, ad essere sensibile verso il prossimo e i problemi della comunità attraverso la letteratura, e ha conosciuto e acquisito consapevolezza di tutto ciò che ha portato alla nascita del proprio Stato attraverso la storia. 

## La capacità
Durante gli anni ottanta Nussbaum collaborò con l'economista Amartya Sen ad un saggio su sviluppo ed etica, culminato in La qualità della vita (The Quality of Life), pubblicato nel 1993 dalla Oxford University Press. Insieme a Sen e a un gruppo di giovani ricercatori, Nussbaum ha poi fondato nel 2003 la Human Development and Capability Association e, sempre con Sen, è stata promotrice del cosiddetto approccio secondo le capacità per lo sviluppo economico e sociale: sulla scorta di una visione aristotelica e marxista, le capacità personali (come la capacità di vivere fino ad un'età avanzata, portare avanti transazioni economiche, o partecipare alla vita politica) sono viste come parti costitutive dello sviluppo economico, mentre la povertà ne è uno stato di privazione. Ciò contrasta con le tradizionali visioni utilitaristiche, che vedono lo sviluppo puramente in termini di crescita economica, e la povertà come privazione di introiti; inoltre, in quanto universalista, questa tesi contrasta con le teorie relativiste dello sviluppo.
Nussbaum promuove l'approccio alle capacità personali in Le nuove frontiere della giustizia (Frontiers of Justice, 2006), approfondendo le interpretazioni della giustizia basate sul contratto sociale, come sviluppato da John Rawls in opere come Theory of Justice, Political Liberalism, Law of the Peoples. Generalmente le teorie sul contratto sociale, diversamente dall'utilitarismo che per la giustizia fornisce invece una solida struttura, fanno assegnamento sull'assunto che la cooperazione è portata avanti dagli individui per garantirsi un mutuo vantaggio. Secondo Nussbaum, le teorie derivanti da queste posizioni incontrano grandi difficoltà nel trattare argomenti come la giustizia di base e la libertà sostanziale in situazioni che presentano grandi asimmetrie tra le parti sociali. Inoltre, l'approccio procedurale in fatto di giustizia che queste dottrine propongono fallisce in casi in cui la simmetria non esiste in fatto di vantaggi tra i membri - ovvero sulle tre frontiere della giustizia: le persone con disabilità, il fronte internazionale, gli animali.
Lo stesso Rawls riconosce il fallimento della propria teoria in questi campi, e Nussbaum aggiunge che il tentativo di espanderla nel campo delle relazioni internazionali è alla fine insoddisfacente, in quanto non riesce a perseguire gli elementi fondamentali trattati in Theory of Justice, abbandonando invece gli assunti fondamentali tra le parti contraenti il contratto primigenio. Tale approccio non può infatti spiegare la giustizia in casi in cui mancano delle parti libere, eguali ed indipendenti, poste in una situazione originale in cui "tutti hanno qualcosa su cui negoziare, e nessuno ha troppo" (i referenti in questo caso sono Rousseau e David Hume). Ne conclude dunque che la sola prospettiva procedurale non può fornire un'adeguata teoria della giustizia.
Per risolvere questi problemi, Nussbaum propone un approccio alle capacità personali, il cosiddetto capability approach, una visione orientata all'esterno che cerca di determinare quali principi di base, e conseguentemente quali adeguate misure, possano dare luogo a una vita umana dignitosa. Tali principi sono ritrovati in dieci capacità personali, ovvero reali opportunità basate su circostanze sociali e personali: la giustizia richiede la ricerca, da parte di tutti i cittadini, di una soglia minima di questi dieci principi. Recentemente, Nussbaum ha ulteriormente sviluppato l'idea della soglia minima, nel suo articolo Constitution and Capability: 'Perception' against Lofty Formalism. Inoltre, nel suo recente libro Liberty of Coscience: in Defense offerte America's Tradition of Religious Equality (2008), esplora le richieste della Costituzione americana in fatto di religione.

## Pubblicazioni
- Aristotle's De Motu Animalium (1978)
- The Fragility of Goodness: Luck and Ethics in Greek Tragedy and Philosophy (1986; Second edition: 2001). Trad. it: La fragilità del bene. Fortuna ed etica nella tragedia e nella filosofia greca, Bologna 2004
- Love's Knowledge (1990)
- Nussbaum, Martha, and Amelie Oksenberg Rorty. Essays on Aristotle's De Anima (1992)
- Nussbaum, Martha, and Amartya Sen. The Quality of Life (1993)
- The Therapy of Desire (1994); trad. it.: Terapia del desiderio. Teoria e pratica nell'etica ellenistica, Milano 1998
- Poetic Justice (1996); trad. it.: Giustizia poetica. Immaginazione letteraria e vita civile, ed. it. a c. di C. Greblo, Mimesis, Milano 2012
- For Love of Country (1996)
- Cultivating Humanity: A Classical Defense of Reform in Liberal Education (1997); trad. it: Coltivare l'umanità. I classici, il multiculturalismo, l'educazione contemporanea, Roma 2006
- Sex and Social Justice (1998)
- Plato's Republic: The Good Society and The Deformation of Desire (1998)
- Women and Human Development: The Capabilities Approach (2000); trad. it "Diventare persone" Bologna, (2001)
- Giustizia sociale e dignità umana. Da individui a persone, Bologna, Il Mulino, 2002
- Upheavals of Thought: The Intelligence of Emotions (2001); trad. it.: L'intelligenza delle emozioni, Bologna 2004
- Hiding From Humanity: Disgust, Shame, and the Law (2004); Trad.: it.: Nascondere l'umanità. Il disgusto, la vergogna, la legge, Carocci, Roma 2005
- Animal Rights: Current Debates and New Directions (edited with Cass Sunstein) (2004)
- Frontiers of Justice: Disability, Nationality, Species Membership (2006); trad. it.: Le nuove frontiere della giustizia. Disabilità, nazionalità, appartenenza di specie, Roma 2007
- The Clash Within: Democracy, Religious Violence, and India's Future (2007); trad.it. "Lo scontro dentro le civiltà. Democrazia, radicalismo religioso, futuro dell'india" Bologna 2009
- Liberty of Conscience: In Defense of America's Tradition of Religious Equality (2008)
- Not for profit. Why the Democracy Needs the Humanities, Princeton, Princeton University Press (2010), with a new afterword (2012); trad.it. Non per profitto. Perché le democrazie hanno bisogno della cultura umanistica, Bologna, Il Mulino (2011), nuova edizione ampliata (2013), con introduzione di Tullio De Mauro ISBN 978-88-15-24166-5
- Dal disgusto all'umanità. L'orientamento sessuale di fronte alla legge, Il Saggiatore, Milano (2011), col saggio introduttivo "Classificazioni sospette", di Vittorio Lingiardi e Nicla Vassallo ISBN 978-88-428-1671-3
- Creating Capabilities. The Human development Approach, Cambridge (Mass.) - London, The belknap Press of Harvard University Press 2011 (trad. Creare capacità. Liberarsi dalla dittatura del Pil, Il Mulino, Bologna 2012).
- Giustizia per gli animali. La nostra responsabilità collettiva, Il Mulino, Collana Collezione di Testi e di Studi (2023)

## Onorificenze
Premio Balzan 2022 per la filosofia morale